# Plâtre
Pour les articles homonymes, voir Plâtre (homonymie).

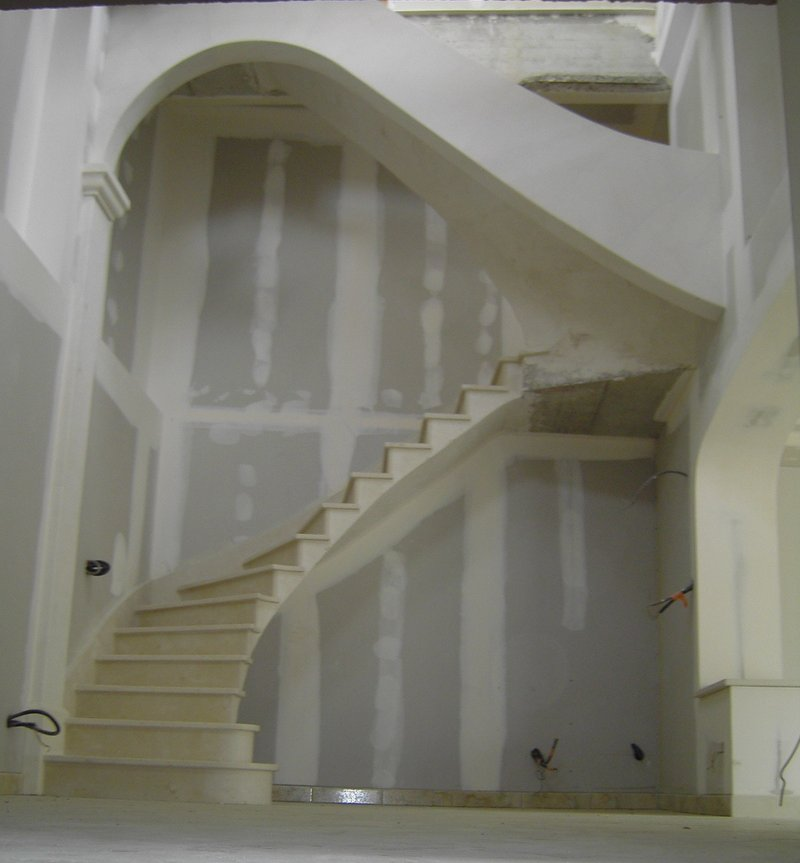
Intérieur confectionné ou décoré à base de plâtre.

Le plâtre désigne principalement un matériau de construction à propriétés isolantes ou ignifuges, fabriqué industriellement à partir de la matière première rocheuse qu'est le gypse. Le terme désigne, dans la pratique, soit la poudre ou matière poudreuse industrielle de départ (le plâtre sec à aviver), soit la pâte constituée d'un mélange de poudre et d'eau à employer (le plâtre prêt), soit le matériau compact, par exemple sous forme de plaques, voire le revêtement de plâtrage ou l'enduit posé.
Les corps chimiques ioniques qui constituent ordinairement la poudre sèche de plâtre sont en réalité diverses formes complexes produites par la déshydratation thermique du gypse, à base d'hémihydrate de sulfate de calcium de formule CaSO4· ½ H2O, et/ou d'anhydrite CaSO4 ou sulfate de calcium anhydre. Après gâchage à l'eau, cette poudre incolore à blanche, parfois jaune-pâle ou brune, permet l'obtention d'un matériau blanchâtre relativement dur après séchage, correspondant au gypse reformé qui n'est que du sulfate de calcium dihydraté, de formule CaSO4· 2 H2O. De nombreux adjuvants ou additifs, y compris des charges, pigments et colorants, peuvent aussi entrer dans la composition du plâtre.

## Fabrication du plâtre
Le plâtre est un mélange pulvérulent préparé, depuis les temps antiques, à partir de la calcination du gypse, roche sédimentaire rassemblées en masses énormes d'évaporites, appelée autrefois pierre à plâtre ou pierre des plâtrières que l'on retrouve parfois sous forme d'albâtre ou de cristaux de sélénite. La pierre est généralement extraite de mines ou de carrières souterraines puis cuite et ensuite cassée, broyée et moulue pour donner la poudre blanche du plâtre.
Les trois étapes cruciales sont :
- le broyage du minerai de gypse dans une machine à concasser ;

- la calcination, pour obtenir des matières (micro)cristallines par chauffage et réactions de déshydratation parfois sévères ;
- la réduction en poudres fines dans un moulin. L'expression battre comme plâtre signifie réduire en poudre ou pulvériser le produit de calcination ou plâtre cuit à l'aide d'un broyeur.

### Exploitation des mines de gypse (pierre à plâtre)
Les carrières de gypse peuvent être exploitées de deux manières, selon la structure du gisement.
Lorsque celui-ci se trouve à un niveau trop profond, on privilégie une exploitation souterraine. Il s’agit d’extraire les couches inférieures en creusant des galeries, qui sont ensuite comblées par des matériaux inertes une fois l’exploitation terminée. Mais cette méthode permet seulement d’exploiter un tiers du gypse, qui se déploie en plusieurs couches.
L’exploitation à ciel ouvert, permet d’extraire ces différentes couches.
Lorsqu’un gisement est épuisé, la plâtrière est réhabilitée pour recréer un ensemble le plus proche possible de l’état initial du terrain.

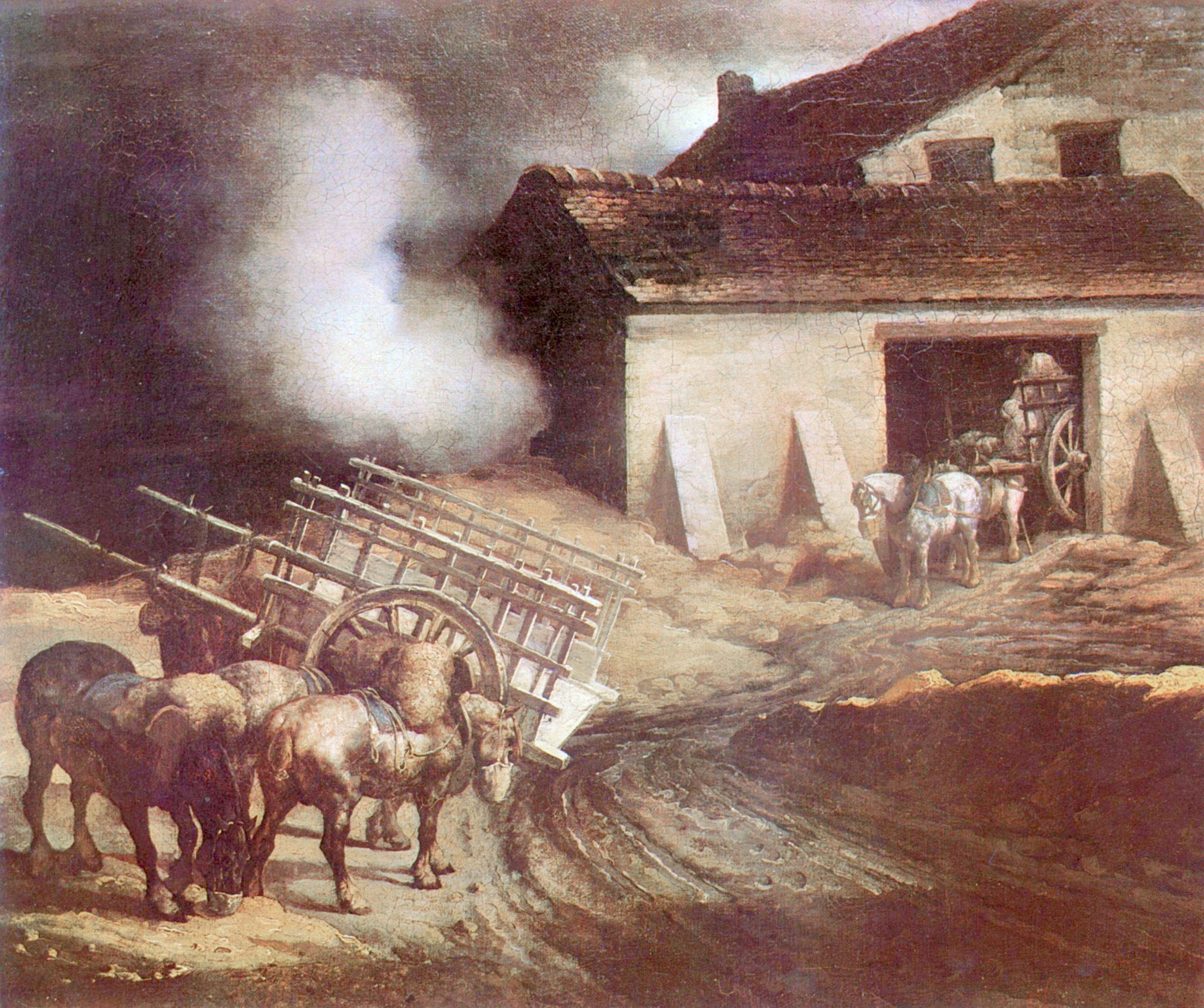
Le Four à plâtre, 1821-1822, Théodore Géricault, Musée du Louvre, Paris.

### Résumé de sa fabrication industrielle, avec l'étape-clef: la cuisson ou calcination
Sa fabrication aujourd'hui industrielle nécessite plusieurs étapes minimales :
1. Extraction du gypse à l’aide d’explosifs, quand il s’agit de gisement à ciel ouvert : « des carrières ».
2. Acheminement depuis la carrière à l’aide de camions : le gypse subit un concassage, afin de réduire la dimension de ses grains.
3. Le gypse est transporté à l’aide d’un tapis vers le criblage. Cette opération consiste à ne sélectionner que les grains de diamètre inférieur à 40 mm.
4. Le gypse ainsi sélectionné est stocké en tas dans un local couvert avant d’être homogénéisé car le gypse extrait n’est pur qu’à 90 %. Aussi il sera mélangé à l’aide d’une machine composée de râteaux qui va mélanger les couches de gypse.
5. Toujours à l’aide de tapis, le gypse est conduit dans un four droit rotatif où il sera placé dans un moulin où, à l’aide d’une vis sans fin, il est broyé et écrasé (comme dans un moulin à café).
  - Selon les variétés locales, la poudre gypseuse était cuite à au moins 150 °C. Ce four permet de faire remonter le gypse cuit par le haut du four, tandis que les impuretés plus lourdes, restent au fond. D'autres types de four existent (four-culée, four droit, four marmite, sur-cuiseur, autoclave, etc.) qui donnent différentes qualités.
  - Après refroidissement à 60 °C il devient du semi-hydrate (le gypse a perdu une molécule d’eau et demi).
  - Les conditions opératoires restent complexes : selon la température du four et sa conception, apparaissent des phases de cristallinité variables, en nature et en proportions, dans le mélange : de 121 ou 132 °C à environ 150 °C, l'hémihydrate est le produit principal. Vers 200 °C, l'anhydrite soluble s'impose. Un chauffage limite vers 200 °C, avec différents paliers, donne une solution solide hexagonale qui correspond grosso modo aux premiers travaux des chimistes français pour concevoir le plâtre de Paris, soit un plâtre d'hémihydrate β mais ce matériau de faible résistance mécanique demeure un solide microporeux avec plus ou moins d'anhydrite soluble pour faciliter la prise. Si on chauffe à environ 400 °C, de l'anhydrite insoluble est obtenue. Il est alors possible, à ce stade, de préparer diverses phases cristallines qui seront utilisées pour formuler un plâtre idoine. L'ensemble des diverses préparations peut être réhydraté à 25 °C.
  - le traitement en autoclave permet d'obtenir du plâtre d'hémihydrate α, une variété microcristalline qui, soumise à réhydratation, confère au matériau plâtre consolidé une résistance mécanique élevée, souvent supérieure à 30 MPa.
6. Le plâtre est ensuite formulé, c'est-à-dire que les différentes variétés (micro)cristallines d'hémihydrates et d'anhydrites sont mélangées dans un malaxeur avec différents ajouts (souvent quelques parties pour mille) :
  - de l’amidon, pour améliorer l’adhésion entre le plâtre et le carton,
  - des adjuvants[Lesquels ?],
  - des retardateurs pour modifier les temps de prise du plâtre
  - des colorants
  - des additifs divers, etc.

On comprend alors facilement qu'il existe un grand nombre de variétés, adaptées chacune à un usage. Par exemple, la qualité spéciale des plâtres de mouleurs exigeait autrefois une calcination modérée de plaques de gypse grenues et tendres, bien sélectionnées, dans des fours chauffés a minima au rouge-brun.

#### Cas du plâtre de récupération
Le plâtre artificiel provient de centrales thermiques. La désulfuration est l’élimination du dioxyde de soufre dans les rejets gazeux. Pour ce faire, on utilise de la chaux humide. Il en résulte la formation de cristaux de gypse qui serviront à la fabrication du plâtre synthétique utilisable dans la construction de bâtiments ou l'industrie (fabrication de moules, etc.) ; Très résistant, il peut toutefois être source de problèmes de corrosion, de l'acier notamment lorsqu'en contact avec certains métaux.

## Conservation et test
Le plâtre doit impérativement se conserver dans un endroit sec ou alors il devient inutilisable. Pour le tester, il faut gâcher une petite quantité et observer le temps nécessaire à la prise et la solidité une fois durci.

### Vocabulaire
Le feutrage est la prise du plâtre. La formation de cristaux fins et enchevêtrés en aiguilles dures de gypse explique l'augmentation de volume tout en permettant des montages.
Le gâchage est l'opération qui consiste à mélanger soigneusement le plâtre à l'eau jusqu'à obtenir une substance consistante, crémeuse et douce.
Le plâtre désigne autant la matière minérale fabriquée par l'industrie, que la préparation de l'artisan plâtrier, par exemple pendant ou après gâchage. Il correspond ainsi au crépissage et à son résultat par l'application, à tout ouvrage moulé, de quelques formes que ce soit ou même à une statue, un buste ou une œuvre de sculpteur. Notons que le pluriel est le plus souvent employé pour de légers ouvrages en plâtre, incluant les revêtements des murs neufs. Comme la matière humide peut être salissante, l'expression "essuyer les plâtres" se comprend aisément.

## Usage du plâtre
Les applications sont très variées : enduits, scellement ou chape, mortiers, moules et matière de moulages, éléments de construction, comme des plaques ou des structures isolantes à parois plâtre, carreaux, carreaux de cloisons, cloisons, revêtement de maçonnerie intérieure, murs, etc. mais aussi usages médicaux spécifiques : moulage de maintien des os fracturés, plâtre chirurgical, consolidation de bandage, etc.
Elles expliquent la grande diversité des plâtres accessibles sur le marché. Autrefois, le plâtre avait un usage agricole assez important. Le plâtre cru ou le plâtre cuit, parfois en mélange, étaient employés comme amendement dans les prairies artificielles, parfois à hauteur de 400 à 500 kg par hectare, bien plus rarement sur les autres terres arables.

### Fabrication d’une plaque de plâtre
La chaîne de fabrication des plaques de plâtre s'étale sur 350 à 450 m, selon la vitesse moyenne de la chaîne. Cette distance permet à la plaque de plâtre de perdre une partie de son humidité et de devenir semi-rigide avant de passer dans le four, appelé sécheur.
Les plaques de plâtre sont enveloppées de deux plaques de carton qui prennent le plâtre en sandwich.
Le carton utilisé dans la fabrication des plaques est livré en rouleaux de 11 km, ce qui représente un poids de 3 tonnes. L’épaisseur est de 0,1 mm. Ils sont changés toutes les deux heures environ.
Suivant l’utilisation de la plaque de plâtre, il existe différents types de carton avec des classements au feu de M0 à M1.
Procédé de fabrication :
- Le plâtre est préalablement mélangé avec de l’eau dans un malaxeur et sa température est maintenue à 70 °C.

- À l’aide d’un tapis on place la première plaque de carton, puis on vient étaler le plâtre à l’aide de trois sorties.
- Le deuxième carton est ensuite posé et on laisse la plaque sécher.
- Enfin, après refroidissement, les plaques sont coupées aux dimensions voulues, puis elles sont stockées sur des palettes de manutention.

### Plâtres de sculpture

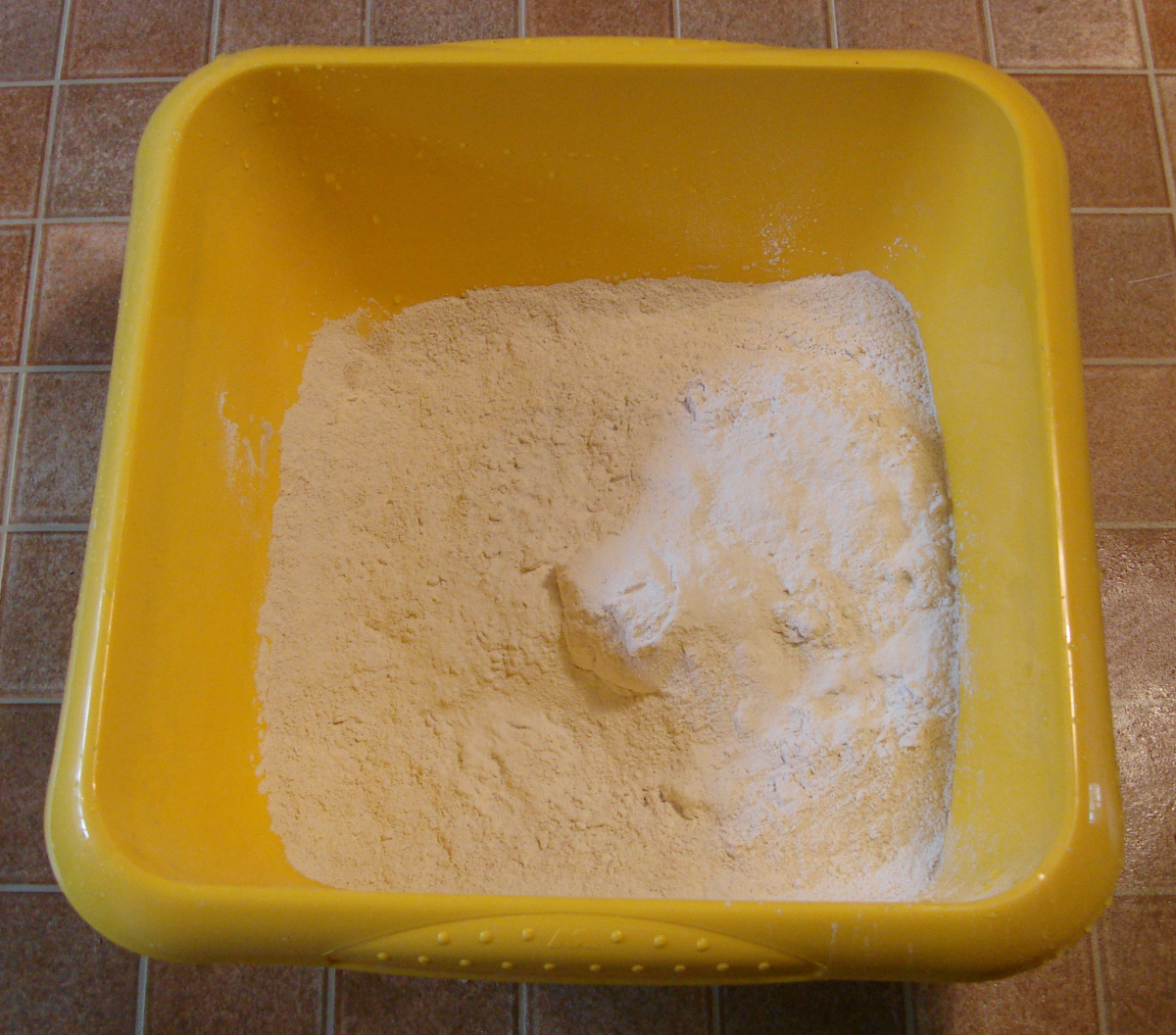
Plâtre dans un bac en plastique

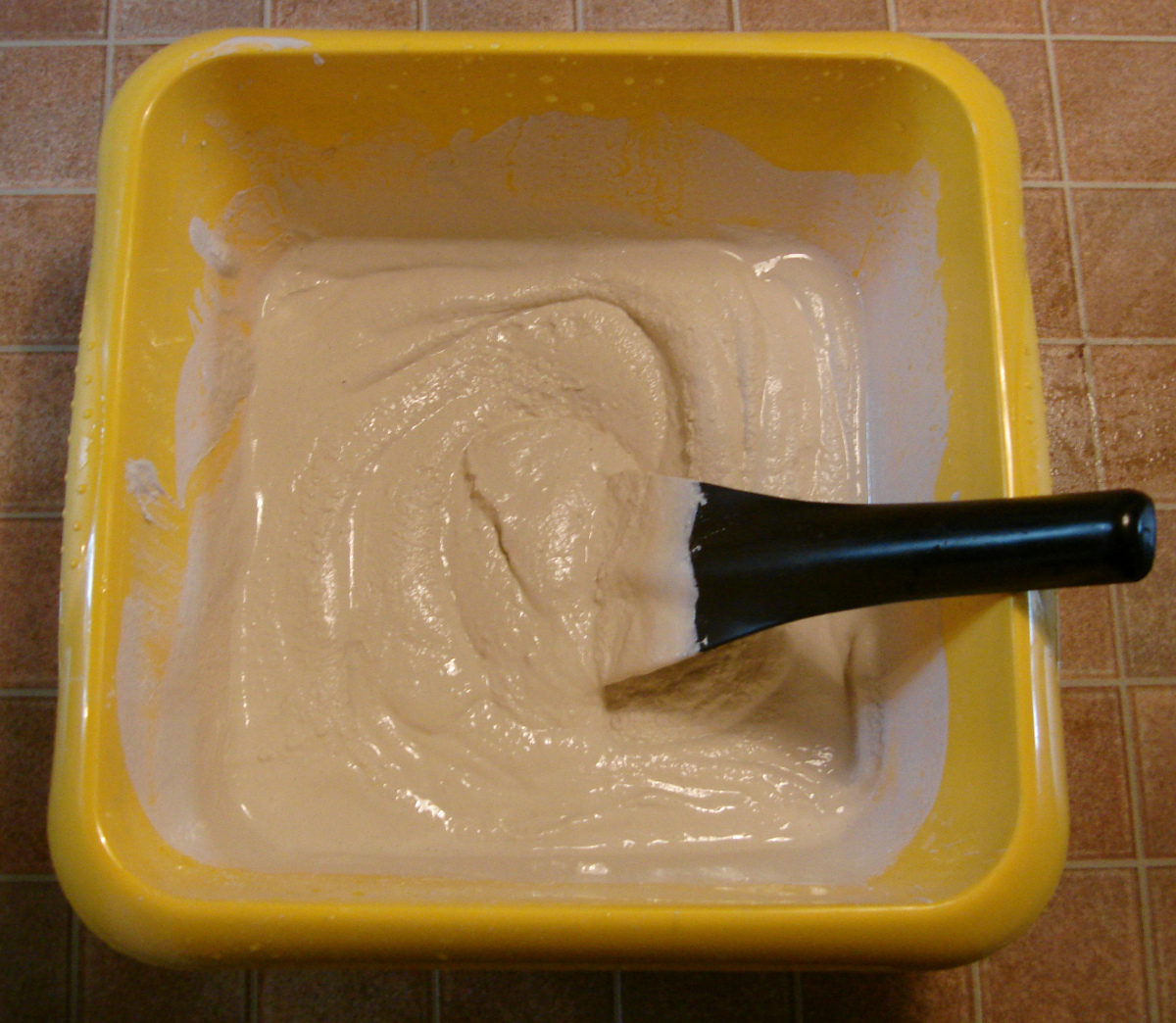
Plâtre gâché avec de l'eau dans un bac en plastique

Il existe plusieurs variétés de plâtre de qualités très différentes. Les sculpteurs préfèrent du plâtre à grains très fins qui permet de reproduire le plus fidèlement possible tous les détails du modèle. Le plâtre de synthèse est plus conseillé car il est difficile de le rayer avec l'ongle. Il offre une grande précision et une grande finesse dans la reproduction. Sec, il peut se polir à l'aide d'un simple chiffon.
Certains plâtres sont proposés déjà teintés : couleur chair, bis, imitant la pierre ou d'autres matières.
On peut également employer des colorants : de la gouache ou tout colorant acrylique, à ajouter uniquement à l'eau.

## Mise en œuvre dans le bâtiment et l'ornementation
Dans le domaine de la construction des bâtiments, la mise en œuvre du plâtre est réalisée par différents métiers du bâtiment :
- Plâtrier
- Stucateur
- Gypsier
- Staffeur (de staff, élément de construction à base de plâtre moulé et fibré)
- Plaquiste

## Propriétés du plâtre
Les propriétés du matériau plâtre après consolidation imposent une résistance en compression de l'ordre de 10 MPa.
Le plâtre offre une souplesse qui a permis aux bâtiments de traverser les siècles, et son intérêt est tel, que les réparations modernes faites au ciment provoquent des « points durs » dans les murs, ce qui aboutit souvent à des fissures qui fragilisent la construction.[pas clair]Le plâtre est un matériau ignifuge.

### Résistance au feu
- Effet bénéfique du plâtre au cours des incendies: le plâtre est un matériau incombustible, classé M0. L'eau contenue dans le plâtre (ou dihydrate de sulfate de calcium CaSO4(H2O)2), en se vaporisant au cours d'un incendie, absorbe ainsi la chaleur et retarde la montée en température. Au cours d'un incendie, le plâtre ne libère pas de produit toxique, mais seulement de la vapeur d'eau. Si Paris a échappé aux grands incendies depuis la fin du Moyen Âge, c'est que le plâtre y a fait son apparition dans les constructions, pour protéger les structures en bois[5]. Un an après le Grand incendie de Londres, l'ordonnance du 18 août 1667 rend obligatoire à Paris de recouvrir le bois des maisons avec du plâtre pour qu'elles résistent au feu.
- Caractéristiques structurales des plâtres exposés aux températures et incendies : les murs et enduits exposés à des chaleurs moyennes perdent doucement leurs caractéristiques mécaniques à mesure qu'ils perdent les molécules d'eau intégrées dans leur composition chimique. Voilà une réaction caractéristique parfaite des phénomènes d'adsorption et désorption à des températures supérieures à 100 °C. La cinétique de réaction dépend énormément des deux facteurs, durée et température d'exposition. Un autre élément très influent est le mode de diffusion de cette chaleur par : rayonnement, conduction, convection. Le rayonnement est le plus destructeur du plâtre. Ces phénomènes sont couramment perceptibles sur les murs exposés au rayonnement autour des poêles à bois. En effet ceux-ci ont intrinsèquement des phases peu contrôlées de fort rayonnement.

### Résistance thermique
Le plâtre est un mauvais conducteur de la chaleur et un isolant thermique moyen. Cette propriété est due à la structure poreuse du plâtre, qui résulte du départ de l'eau lors du séchage. L'isolation thermique est caractérisée par le coefficient de conductivité thermique λ=0,35 W/m.K pour le plâtre en moyenne (à comparer avec la conductivité thermique de la laine de roche environ 0,04 W/m.K)
Plus précisément, λ varie avec la masse volumique et la teneur en eau, c'est pourquoi le λ du plâtre peut varier de 0,3 W/m.K à 0,6 W/m.K pour des masses volumiques comprises entre 800 et 1 300 kg·m-3.

### Résistance mécanique
| Durée [jours] | Traction [MPa] | Compression [MPa] |
| ------------- | -------------- | ----------------- |
| 1             | 4              | 5                 |
| 2             | 7              | 12                |
| 4             | 8              | 28                |

La dureté du plâtre varie d'environ 55 à 80 sur l'échelle de dureté Shore.
Elle dépend de la proportion d'eau utilisée lors du gâchage, de la qualité de cette eau et du plâtre et de la température et vitesse de séchage.

### Recyclabilité, recyclage
Le plâtre est un matériau théoriquement totalement et indéfiniment recyclable ; une fois nettoyé et sec, il retrouve les caractéristiques du gypse, la roche originelle ; il peut alors être recuit pour être refabriqué, à condition que les déchets de plâtre soient correctement triés et ne contiennent pas trop d'additifs (certains plâtres sont colorés ou rendus étanches, ou contiennent un ralentisseur de prise). De plus, ce matériau très absorbant a pu retenir et fixer des produits issus des colles, peintures, solvants, liquides, avec lequel il aurait été en contact ; certains de ces produits pouvant être des inhibiteurs chimiques.
En Europe, une directive du 19 décembre 2002 du Conseil de l'Union européenne a introduit des critères et des procédures d'admission des déchets dans les décharges, y compris le gypse. Cette directive précise que « les matériaux à base de gypse non dangereux doivent être éliminés uniquement dans des décharges pour déchets non dangereux dans des cellules dans lesquels aucun déchet biodégradable n'est admis ».
Parallèlement, la Commission encourage les conditions d’une économie circulaire pour le plâtre avec un projet dénommé « Gypsum to Gypsum » (projet de 3,5 millions d’euros cofinancé pour trois ans par la Commission via le programme pour l’environnement LIFE+ avec 17 partenaires démolisseurs, déconstructeurs, recycleurs et industriels (Eurogypsum, l’association européenne des producteurs de produits de plâtre) et avec les universités de Madrid et d’Athènes en soutien scientifique et technique).
En France, en 2003, seule une faible part des déchets de plâtre, de panneaux ou carreaux de plâtre était recyclée, le reste partant en décharge ou étant parfois utilisé comme amendement sur les champs.
Dix ans plus tard en 2014, selon la filière des industries plâtrières, environ 50 000 tonnes de déchets de plâtre issus de la déconstruction sont annuellement recyclées en France et collectées par environ 140 entreprises de collecte. Ceci nécessite aussi une pédagogie constante auprès des artisans, entreprises de pose et de démolition. Le recyclage a nettement progressé grâce à la mise en place d'une filière ad hoc en 2008. Il aurait été multiplié par 5 en quatre ans, depuis la signature en 2008 d'une « Charte de gestion des déchets du plâtre » mais pour atteindre les objectifs de 2020 pour l'Europe, il faut encore multiplier par 5 la quantité de plâtre recyclée (pour passer à 245 000 tonnes en 2020, le gisement potentiel étant estimé à 350 000 tonnes par an pour la France par les industriels). Recycler est devenu moins cher que mettre en décharge ; En 2013/2014, trois sites de Placoplatre (Vaujours, Cognac et Chambéry) ajoutent ainsi de 10 000 à 15 000 tonnes de ces déchets à leur 40 000 tonnes de déchets internes, permettant d'incorporer 20-25 % de recyclat dans le placo neuf (de même dans le groupe Siniat).
Ne pas gaspiller et recycler le plâtre permet d'entrer dans une économie circulaire et de transition écologique, de limiter les émissions nocives et les lixiviats polluants des décharges de classe II ou III et d'allonger la durée de vie des carrières encore disponibles ou accessibles (la ressource française étant surtout localisée en région parisienne, de moins en moins accessible à cause de l'urbanisation).

## Plâtre et environnement
Les impacts et enjeux environnementaux du plâtre sont liés aux activités extractives de gypse, puis à sa fabrication, son transport, son utilisation et son éventuel traitement ou recyclage en fin de vie (et in fine l'écobilan du plâtre produit par les industriels). Le plâtre est réputé être un facteur de régulation de l'humidité de l'air intérieur, mais il peut aussi être source de très faibles quantités de radon, nettement plus significatives lorsque du « laitier de phosphate » (déchet de l'industrie du phosphate) a été recyclé dans les matériaux constituant des panneaux de plâtre (Selon Métivier (1998), « On estime que le phosphogypse contenu dans les plâtres et ciments délivre, par inhalation du radon qu'il relargue, une dose efficace annuelle de l'ordre de 0,6 mSv, liée à la présence d'environ 900 Bq/kg de 226Ra dans le phosphogypse »). Certains guides de bio-construction recommandent l'utilisation de plâtre ou de panneaux de plâtre sans phosphogypse ni radon.
Le plâtre est aussi source d'hydrogène sulfuré toxique s'il est mis en décharge avec des ordures ménagères ou matières organiques en décomposition.
Du plâtre artificiel peut aussi être synthétisé à partir de déchets industriels (gypse synthétique, parfois dit désulfogypse ou FGD gypsum pour les anglophones) issu de certains procédés de lavage de fumée et désulfuration de certains gaz).
Diverses tentatives d'utiliser le phosphogypse, qui est un déchet industriel abondant comme minerai pour la fabrication de ciment ou de plâtre, se sont soldées par des échecs : ce produit est radioactif, trop humide, contient trop d'impuretés, et son utilisation consomme plus d'énergie que l'utilisation de gypse naturel. Il est cependant plus facilement utilisé dans les plaques de plâtre.
Toutes ces activités sont aussi plus ou moins sources d'émissions de gaz à effet de serre.
Fin 2013, la Commission européenne a ajouté ce secteur dans la liste des « secteurs et sous-secteurs considérés comme exposés à un risque important de fuite de carbone ».
En France, le 27 avril 2016, des acteurs de la filière ont signé un engagement sur la croissance verte portant sur le recyclage et la valorisation des déchets de plâtre,.

## Une histoire du plâtre
La fabrication de liants par calcination de la pierre (four à calcination) est aussi ancienne que l'art du potier. Au néolithique, l’homme s’aperçoit probablement que certaines pierres constituant le foyer s’effritent à cause de la chaleur en produisant une poudre se solidifiant une fois humide: du plâtre, ou de la chaux.
L'Égypte antique se sert du plâtre pour assembler les pierres des édifices et pour réaliser des enduits (Vallée des Rois).
Les Romains se servent du plâtre pour les enduits et les sculptures. Pline l'Ancien en signale de multiples utilisations domestiques : pour fermer de façon étanche les couvercles des récipients destinés à la conservation, en badigeon pour conserver les pommes, en additif pour adoucir les vins.
Par leurs conquêtes, les Romains vont largement diffuser le plâtre dans tout l'Empire. Les murs des habitations sont enduits de plâtre et de chaux, les plafonds faits de bois et de plâtre. Il peut servir dans la maçonnerie pour unir les pierres les unes aux autres. Les artisans romains développent aussi son emploi comme revêtement extérieur : les tons d'ocre rouge proviennent d'un mélange de briques finement broyées, de pouzzolane, de plâtre et d'eau. Le stuc, fait de plâtre et de poudre de marbre, est utilisé pour l'ornementation des édifices.
La conquête de la Gaule par Jules César donne au plâtre racine dans cette région. Les Romains apportent aux populations celtes de nouveaux procédés de construction en maçonnerie et en plâtre. À Lutèce, sur les bords de la Seine, les huttes de la tribu des Parisii font place à des édifices plus solides. Le site est privilégié par la nature, car la colline de Montmartre regorge de gypse. Plusieurs vestiges des IIe et IIIe siècles témoignent d'un « premier âge du plâtre » à Paris : dalles, carreaux de plâtre, colonnes, sarcophages, etc.
Au Moyen Âge, les bâtisseurs s’aperçoivent que le plâtre résiste mieux au feu que le bois, car c'est un produit ignifuge. Donc, on l’utilise comme enduit de protection (anti-feu). À cette époque, puis sous l'Ancien Régime, les petites carrières et plâtrières sont nombreuses, mais elles fonctionnent de manière intermittente. L'habitat local fait largement appel au plâtre. En Savoie, ce plâtre paysan (gypse cuit) est appelé « greya ».

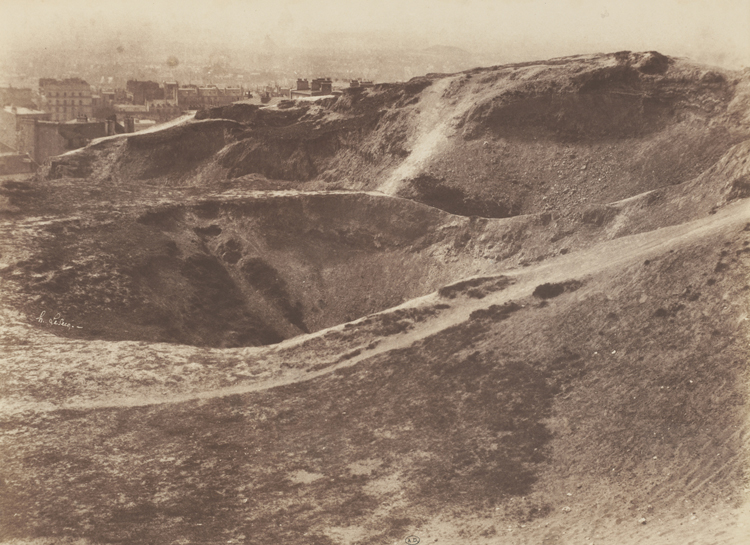
Les plâtrières dites Carrières d'Amérique, à Paris, photographiées Henri Le Secq en 1852. Elles étaient situées à l'emplacement de l'actuel parc des Buttes-Chaumont.

Au XVIIIe siècle, Paris devient la ville du plâtre grâce à ses gisements souterrains et un édit de Louis XIV en 1667 rendra même le matériau ignifuge obligatoire en tant qu’enduit intérieur et extérieur, pour éviter la propagation d’incendies afin d'éviter à Paris le sort funeste de Londres lors du grand incendie de 1666. Au XIXe siècle vient l’invention du four à plâtre industriel, ce qui permet d’augmenter la production. Aujourd’hui, le plâtre est commun en France.
Les travaux de Lavoisier vers 1764 permettent de mieux comprendre la chimie du gypse. Il met en évidence la perte d'une quantité d'eau constante lors de la transformation du gypse en plâtre ou en anhydrite, jetant les bases de la méthode d'analyse thermogravimétrique. Il explique le mécanisme de la prise du plâtre, montrant que ce plâtre (CaSO4.1/2 H2O) reprend son eau perdue lors de la cuisson pour reformer du gypse (CaSO4.2H2O) lors de la phase de solidification (prise). Il analysa également différentes variétés de gypse et détermina leur solubilité dans l'eau. Il communique ses travaux sur le gypse à l'Académie royale des sciences en 1765 et 1766. Par ses travaux, Lavoisier a mis en place les fondations de la physico-chimie du gypse et du plâtre, encore utilisées de nos jours par l'industrie du plâtre
En 1788, Goethe, dans sa description du Carnaval de Rome, décrit la fabrication du confetti, tel qu'il existait à l'époque. Il était fait de billes de plâtre, réalisées à l'aide d'un entonnoir. C'est seulement à partir de 1891 que ce confetti commença à être remplacé par sa variante moderne, en papier.
Le plâtre est omniprésent après la Révolution Française, au point que l'historien Alain Corbin suggère de nommer la première partie du XIXe siècle jusqu'en 1860, l'âge du plâtre, un matériau caractérisé par sa fragilité, à l'instar des sept régimes politiques de cette période. De la construction ou des multiples facettes de la décoration aux moindres bibelots d'intérieur, il est alors proposé autant pour la conservation de la viande que pour le plâtrage d'empreintes, de masques mortuaires ou de membres blessés.
Le plâtre est largement exploité dans la moitié nord de la région parisienne. Le « plâtre de Paris » acquiert sa renommée. Parmi ces nombreuses exploitations, les Carrières d'Amérique, de la Famille Cottin, rachetées par Jacques Laffitte, 1er président du conseil de Louis-Philippe Ier, puis de Cormeilles-en-Parisis. En 1832, une carrière à plâtre est créée par Pierre Étienne Lambert à Cormeilles. À partir de 1882, Jules-Hilaire Lambert industrialise la production. Dans les années 1930, avec les Frères Lambert, le cycle d'exploitation de la carrière de Cormeilles est complet. Cette carrière est alors la seule en France à alimenter à la fois la fabrication du plâtre, de briques, de chaux hydraulique, et de ciment artificiel par l'emploi des matières de « découverte » : argiles, calcaires, marnes. De 1930 à 1980, la carrière Lambert est la plus grande carrière d'Europe à ciel ouvert (Plâtres Lambert). Au début du XXIe siècle, la carrière et la plâtrière de Cormeilles-en-Parisis sont exploitées par la société Placoplatre

### Du gypse au plâtre

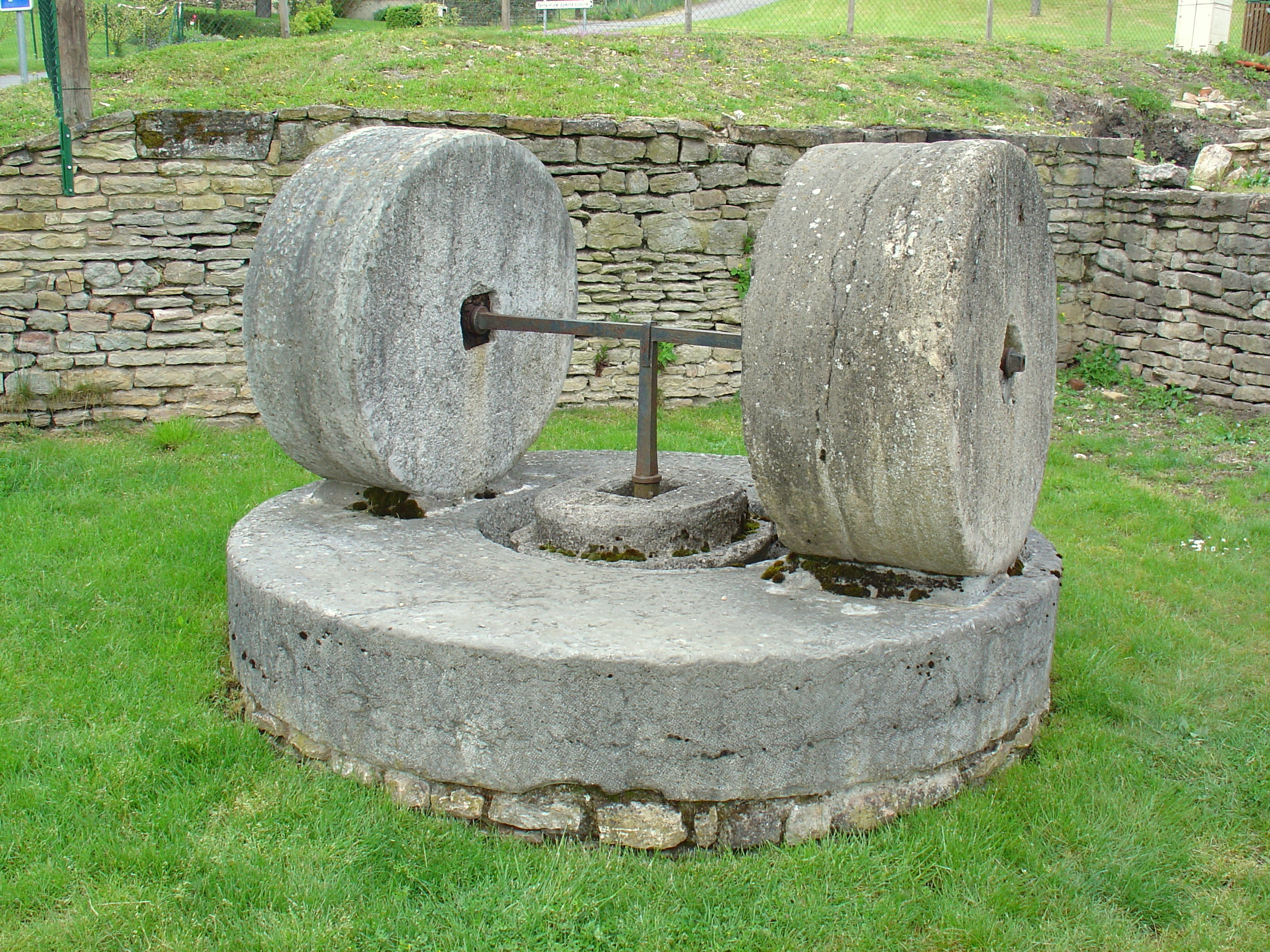
Paire de meules utilisée pour broyer le gypse après cuisson. Berzé-la-Ville

Dans le bassin parisien, le gypse s’est formé il y a environ trente-huit millions d’années par sédimentation au cours de l'évaporation de lagunes d'eau de mer.
Le plâtre s'obtient par cuisson et broyage de la « pierre à plâtre », le gypse, sulfate de calcium à deux molécules d'eau (CaSO4(H2O)2). Au cours des temps géologiques, ce minéral s'est déposé dans les bassins sédimentaires en formant d'épaisses couches plus ou moins profondes. L'extraction du gypse se fait dans des carrières à ciel ouvert ou en galeries souterraines. Concassé, cuit dans des fours, il est enfin broyé finement pour obtenir le plâtre en poudre. Cette poudre blanche a la propriété de durcir très rapidement lorsqu'on la mélange à l'eau : c'est le phénomène de la prise.
La chute de l'Empire romain et les invasions barbares entraînent pour de longs siècles le déclin des constructions en pierre au profit de bâtiments en bois largement utilisés par les peuples du Nord et de l'Est de l'Europe.
Si aux premiers temps de l'Occident médiéval le plâtre régresse, il connaît au Sud de la Méditerranée un remarquable épanouissement, favorisé par les conquêtes arabes. La civilisation islamique a en effet abondamment utilisé le gypse et marqué sans doute l'un des sommets de l'art du plâtre ; dans un univers où le bois est rare, le plâtre permet de multiplier les motifs décoratifs des mosquées, madrasas (écoles religieuses) et palais. Sans doute trouve-t-on sa plus belle illustration dans l'Alhambra de Grenade où galeries, murs et plafonds s'ornent d'une profusion d'arabesques. Une exubérance très ciselée que l'on doit aux qualités plastiques du plâtre.
Au Moyen Âge, les grands bâtisseurs que sont les moines de Cluny et de Cîteaux remettent à l'honneur l'emploi du plâtre, dont l'usage se répand à nouveau.
La profession plâtrière s'organise et codifie son activité dans la capitale. Le Livre des métiers, commandé par Louis IX au prévôt de Paris, est le texte fondateur de nombre de corporations au XIIIe siècle. Le mot plâtrier désigne alors celui qui réalise l'extraction et la cuisson du gypse, c'est-à-dire le fabricant, mais aussi l'intervenant dans le corps du bâtiment. Maçons, tailleurs de pierre, plastriés et morteliers constituent un autre groupe de bâtisseurs, en face des maîtres des structures en bois, les charpentiers.

## Origine du mot
C'est bien dans le Livre des mestiers d'Étienne Boileau paru en 1268 que les mots plastre et plastrier semblent apparaître aux lexicologues, soient respectivement notre terme plâtre avant qu'il soit refaçonné par une graphie savante au XVIe siècle et le nom de l'artisan et ou du fabricant de plâtre. Comme le verbe plastrer attesté en 1160, signifiant "enduire de plâtre" leur est antérieur, il peut paraître acquis que plastre provienne de l'aphérèse du mot emplastre, signifiant un enduit à base de plâtre. Toutefois, le latin emplastrum, venu du grec emplastron, correspond aussi à un enduit alors que la signification le plus connu de l'ancien français emplastre, présent dans le Livre des Rois ouvrage médiéval en 1190, s'assimile à l'emplacement, l'endroit pour construire ou bâtir.
Le plastre en ancien français ne désigne pas que le matériau cuit et broyé, préparé à l'emploi sur des surfaces diverses, des parois ou pour confectionner des formes massives, ni le résultat consolidé et sec, il correspond aussi à un sol dallé, un dallage ou plancher.
Le terme d'activité, plastrerie, soit la plâtrerie, n'apparaît qu'en 1334 dans les actes normands. La plastrière, mines ou installation de fabrication de plâtre, ne surgit qu'au milieu du XVe siècle.

## Expressions
- Battre comme plâtre : battre avec une extrême violence, à coups redoublés. L'allusion à l'acte du plâtrier de pulvériser la matière peut être prise au second degré. La victime n'est plus qu'une loque.
- Essuyer les plâtres : inaugurer l'usage d'un bâtiment, en être le premier usager. Dans un sens plus étendu, recevoir les inconvénients ou subir les conséquences d'une visite, d'une démarche, d'une initiative quelconque.

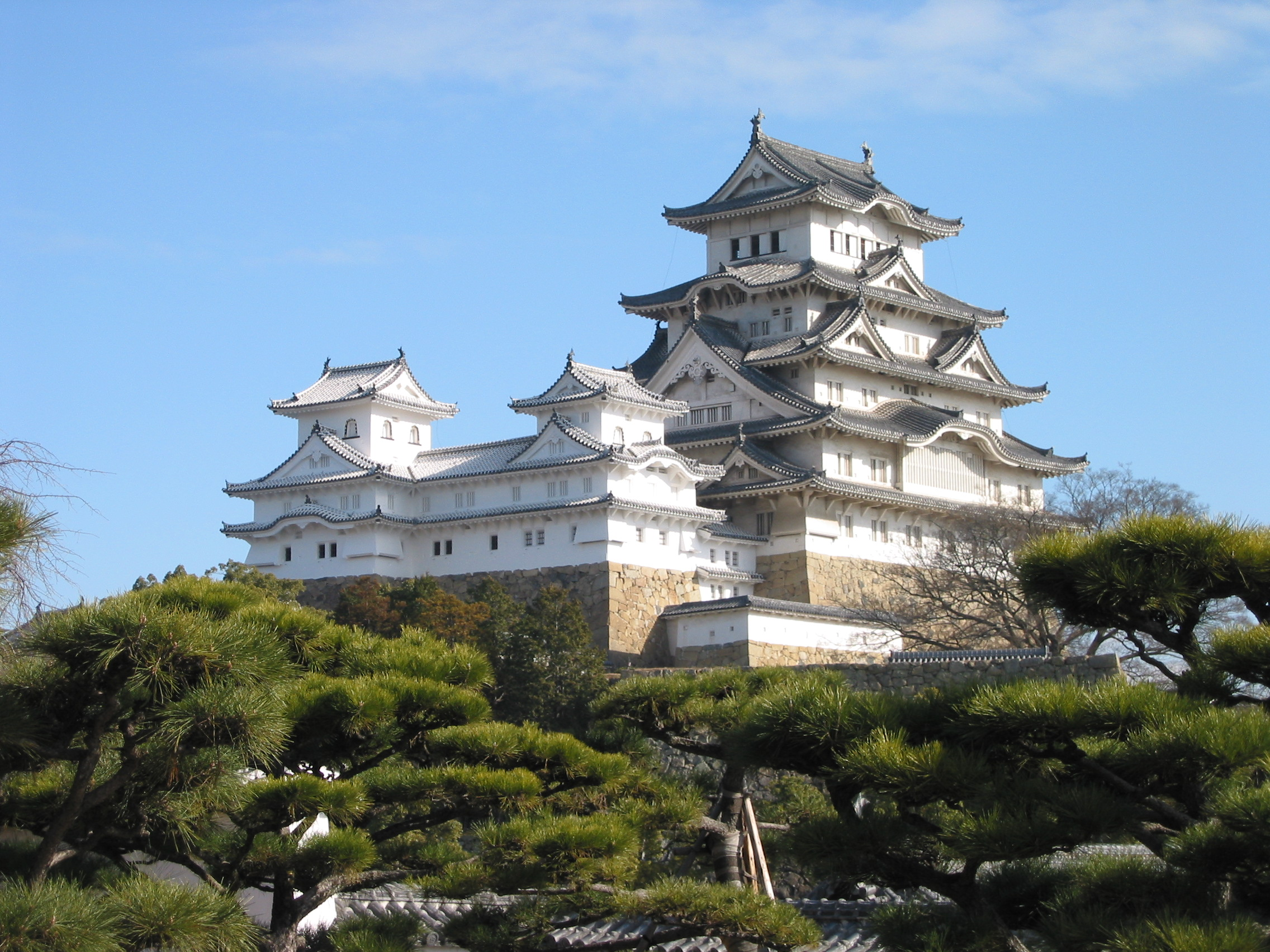
Château de Himeji, Himeji, Hyogo, Japon